# Juniper Networks

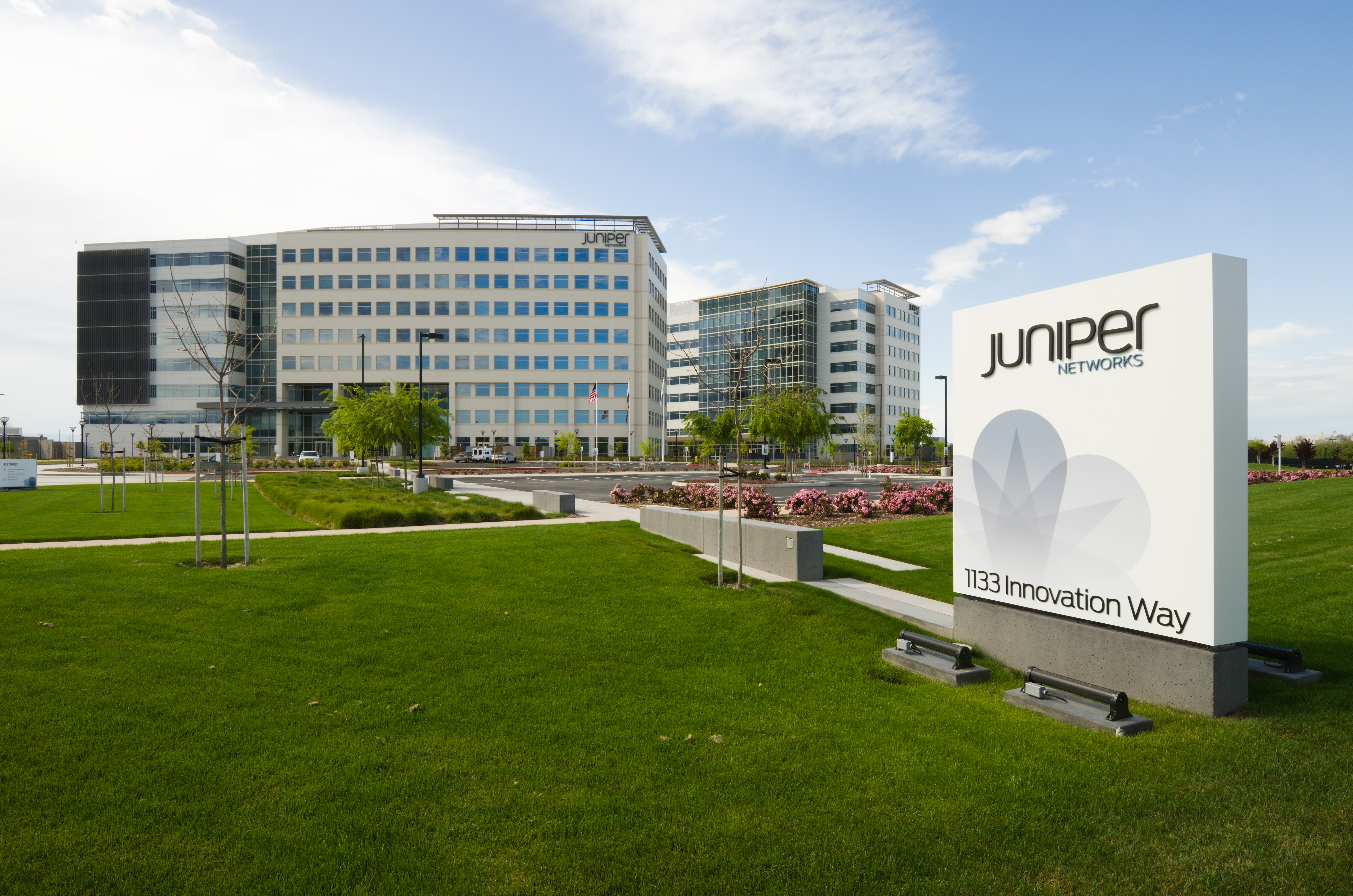
Juniper Networks, Su sede principal está situada en Sunnyvale, California.

Juniper Networks, fundada en 1996, fue una multinacional dedicada a sistemas de redes y seguridad. Su sede principal está situada en Sunnyvale, California. Es actualmente, junto con Enterasys, la competencia más directa de Cisco, sobre todo en Europa.

## Productos

### Routers
Su electrónica de red se divide en routers:
- Serie BX (Gateways multiacceso).
- Serie CTP (Plataforma circuito a paquete).
- Serie J (Routers de servicio).
- Serie E (Routers de servicio).
- Serie LN (Routers de seguridad móvil).
- Serie M (Routers de multiservicio).
- Serie T (Routers de core).

Posee, al igual que Cisco, un sistema operativo propio para sus routers, denominado JunOS. El mismo se utiliza en los routers, los switches y los dispositivos de seguridad que ofrece Juniper. Reduce el tiempo necesario para implementar nuevos servicios y reduce los costos de operación.

### Equipos de seguridad
Equipos de seguridad, como IDS, Firewall y VPN:
- Gama ISG con módulos IDS integrados (IDP, Intrusion Detection and Protection o Detección y Protección contra Intrusos).
- IDP específicos.
- Su amplia serie de Firewalls NetScreen.
- Concentradores de túneles VPN-SSL e IPSec (equipos denominados Secure Access).

### Otros productos
Equipos de optimización de enlaces:
- Compresores y aceleradores de enlaces de área amplia (WAN por sus siglas en inglés, Wide Area Network) series WX y WXC (anteriormente Peribit, empresa absorbida por Juniper Networks).

Equipos de conmutación:
- Switches serie EX.

Equipos y software de gestión centralizada:
- Netscreen Security Manager (NSM), software disponible tanto para Linux como para Solaris y el dispositivo NSMXpress, el cual es un equipos con procesadores Intel Dual Core, Linux Red Hat y el software NSM preinstalado.

Si bien los switches comparten el sistema operativo JunOS presente en todos los routers de la compañía, otros equipos presentan sistemas operativos similares aunque distintos: los firewalls Netscreen, ISG y SSG ScreenOS; los compresores WX/WXC usan WXOS, los concentradores de VPN Secure Access usan IVE y los equipos IDP cuentan con un sistema operativo Red Hat linux modificado.

## Certificaciones técnicas
Juniper también posee certificaciones técnicas que permiten a los participantes demostrar competencias en la utilización de los dispositivos de Juniper. Existen los siguientes niveles para las diversas soluciones:
- Juniper Networks Certified Internet Associate (JNCIA-JN0-102).
- Juniper Networks Certified Internet Specialist (JNCIS-JN0-361).
- Juniper Networks Certified Internet Professional(JNCIP-JN0-662).
- Juniper Networks Certified Internet Expert (JNCIE-JPR-960).

## Adquisiciones
- Noviembre de 1999 — Layer Five.
- Diciembre de 2000 — Micromagic.
- Noviembre de 2001 — Pacific Broadband.
- Mayo de 2002 — Nexsi Systems.
- Julio de 2002 — Unisphere Networks, una subsidiaria de Siemens.
- Abril de 2004 — NetScreen Technologies.
- Abril de 2005 — Kagoor.
- Julio de 2005 — Peribit Networks.
- Julio de 2005 — Redline Networks.
- Octubre de 2005 — Acorn Packet Solutions.
- Diciembre de 2005 — Funk Software.
- Abril de 2010 — Ankeena Networks.
- Noviembre de 2010 — Trapeze Networks.
- Diciembre de 2010 — Altor Networks.